# Аганбегян, Абел Гезевич
Абе́л Ге́зевич Аганбегя́н (арм. Աբել Գյոզի Աղանբեկյան; род. 8 октября 1932, Тифлис) — советский и российский экономист, специалист в области организации промышленного производства, проблем производительности труда, заработной платы, макроэкономики, эконометрики, менеджмента. Академик РАН, АН СССР (1974, член-корреспондент с 1964), член-корреспондент Британской академии (1988), почётный член НАН РА.
В годы перестройки (1985—1991) был советником генерального секретаря ЦК КПСС М. С. Горбачёва по вопросам экономики. Доктор экономических наук (1963), профессор (1965).

## Биография
Родился в армянской семье. Окончил общеэкономический факультет Московского государственного экономического института (1955) и заочную аспирантуру там же (1958). Член КПСС с 1956 года. Работал в Государственном комитете Совета Министров СССР по вопросам труда и заработной платы (1955—1961): экономист, старший экономист, начальник сектора, заместитель начальника отдела. В 1958—1960 годах преподавал на кафедре политэкономии МГУ.
В 1961 году стал заведующим сектором в Институте экономики и организации промышленного производства Сибирского отделения Академии наук (ИЭОПП СО АН СССР), спустя два года получил степень доктора экономических наук, ещё через год — звание члена-корреспондента АН СССР. Заведующий лабораторией экономико-математических исследований ИЭОПП (1962—1965) и Новосибирского государственного университета (1965—1966), директор лаборатории по применению статистических и математических методов в экономике (1966). В 1966 году в возрасте 33 лет стал директором ИЭОПП и оставался в этой должности до 1984 года.
Один из основателей экономического факультета НГУ, где работал на должностях доцента (1962—1963), профессора (1963—1985), заведующего кафедрой политэкономии (1963—1970). Член Президиума, председатель Объединённого учёного совета по экономическим наукам СО АН СССР (1966—1985), председатель Научного совета по проблемам БАМа (1974—1987), заместитель председателя Научного совета СО АН СССР по проблеме комплексного освоения природных ресурсов и развития производительных сил Сибири (программа «Сибирь») (1979—1981).
С 1985 года вновь в Москве: председатель Комиссии АН СССР по изучению производительных сил и природных ресурсов (1985—1989), академик-секретарь Отделения экономики и член Президиума АН СССР (1986—1989). Был ректором Академии народного хозяйства при Совете Министров СССР/Правительстве РФ (1989—2002), с 2002 года — заведующий кафедрой «Экономическая теория и политика» там же. Член академического совета Академии РФЦА.
Председатель бюро секции пропаганды экономических знаний при правлении Всесоюзного общества «Знание». Главный редактор журнала «ЭКО» (1970—1988), член редколлегии журналов «Наука и жизнь», «Финансы и бизнес», «Экономика и управление» и «Экономическая политика».

### Бизнес-проекты
Председатель Совета директоров совместного британско-российского предприятия «Линк», председатель Совета банка «Зенит», инициатор стройки делового центра «Зенит» в Москве, ставшего одним из самых известных «долгостроев» города. Строительство бизнес-центра было прекращено после выявления фактов широкомасштабной коррупции в связи с получением строительных контрактов. Является членом коллегиальных совещательных органов: Попечительского совета НПФ «Лукойл-Гарант» и Научно-технического совета ОАО «Газпром».

### Семья
Дочь Екатерина (род. 1959) живёт в США.
Сын Рубен (род. 1972) — российский топ-менеджер, бывший генеральный директор холдинга «Открытие».

## Основные работы
Автор и соавтор более 250 научных публикаций, в том числе 20 монографий. Книги по экономическим проблемам перестройки (1988—1989) опубликованы в 12 странах мира.
- Заработная плата в СССР. — М., 1959 (в соавт. с В. Ф. Майером);
- Экономико-математический анализ межотраслевого баланса СССР. — М., 1968 (в соавт. с А. Г. Гранбергом);
- Система моделей народнохозяйственного планирования. — М., 1972 (в соавт. с А. Г. Гранбергом и К. А. Багриновским);
- Труд руководителя: учебное пособие для руководящих управленческих кадров. — 3-е изд. — М.: Экономика, 1977;
- Управление социалистическим производством: вопросы теории и практики. — М.: Экономика, 1979;
- Сибирь не понаслышке. — М., 1981 (в соавт. с З. Ибрагимовой);
- Что, Где, Почему: школьникам об экономике. — М.: Просвещение, 1981 (в соавт. с Д. Д. Москвиным);
- Научно-технический прогресс и ускорение социально-экономического развития. — М.: Экономика, 1985;
- Экономика станет чуткой к обновлению. — М.: Новости, 1986;
- Советская экономика — взгляд в будущее. — М.: Экономика, 1988;
- В первом эшелоне перестройки. — Новосибирск, 1989;
- Внутри перестройки: будущее советской экономики. — М., 1989 (переведена в США, Англии, Франции, Германии, Японии, Испании, Италии и др.);
- Социально-экономическое развитие России. — М., 2003;
- Социально-экономическое развитие России // Экономика и организация промышленного предприятия. — 2004. — янв.;
- Кризис: беда и шанс для России. — М.—Минск: АСТ, Астрель, Харвест, 2009.
- Экономика России на распутье… Выбор посткризисного пространства. — М.: АСТ, Астрель; Владимир: ВКТ, 2010.
- Демография и здравоохранение России на рубеже веков. — М.: Издательский дом «Дело» РАНХиГС, 2016. — ISBN 978-5-7749-1193.
- Финансы, бюджет и банки в новой России. — М.: Издательский дом «Дело» РАНХиГС, 2018. — ISBN 978-5-7749-1277-3.
- О приоритетах социальной политики. — М.: Издательский дом «Дело» РАНХиГС, 2018. — ISBN 978-5-7749-1376-3.

## Награды и звания
- орден Ленина (1967)
- медаль «За доблестный труд. В ознаменование 100-летия со дня рождения В. И. Ленина» (1970)
- орден Трудового Красного Знамени (1975, 6 октября 1982)
- медаль «В память 850-летия Москвы» (1997)
- орден Дружбы (2012)
- медаль Столыпина П. А. II степени (2017)[4]
- Премия Егора Гайдара, присуждаемая Фондом Егора Гайдара, «за выдающийся вклад в области экономики» (2019)[5]
- Награждён бронзовой (1982) и серебряной (1987) медалями ВДНХ, медалью им. В. Н. Челомея за активное содействие развитию космических программ в СССР (1987), медалью им. В. В. Леонтьева «За достижения в экономике» (2004).
- орден «Ключ дружбы» (2012, Кемеровская область)[6]
- орден Александра Невского (8 июля 2022)[7]
- Почётная грамота Правительства Российской Федерации (8 июля 1997) — за большой личный вклад в подготовку кадров высшей квалификации и становление Академии народного хозяйства при Правительстве Российской Федерации
- Иностранный член Болгарской АН (1986), почётный член Венгерской АН (1988).
- Почётный доктор университета Лодзи (1980), Высшей школы государственных служащих в Барселоне (ESERP; 1986), университета Аликанте, Калифорнийского (Хейвард) и Сеульского университетов. Почётный «doctor business administration» Кингстонского университета (Великобритания), почётный профессор Санкт-Петербургского университета управления и экономики.
- Почётный президент Международной экономической ассоциации и почётный член Международного эконометрического общества.